# Friendzone (film)
Friendzone (Friendzone) è un film del 2021 diretto da Charles Van Tieghem, interpretato da Eva Danino e Mickaël Lumière.

## Trama
Thibault (Mickaël Lumière) è un infermiere molto amico delle donne, ma incapace di sedurle. Quando accompagna le sue tre migliori amiche all'addio al nubilato di una loro, incontra Rose (Eva Danino) di cui s'innamora a prima vista, ma con la quale riesce solo ad instaurare un rapporto amicale che lo frustra. Le amiche intervengono e lo aiutano in una trasformazione che lo renderà, almeno nelle intenzioni, un uomo desiderabile. Riuscirà Thibault, con l'aiuto delle amiche, ad uscire dalla friendzone e giocarsi le sue carte con Rose, da uomo a donna?